# Вердинс (Болцано)
Вердинс је насеље у Италији у округу Болцано, региону Трентино-Јужни Тирол.
Према процени из 2011. у насељу је живело 245 становника. Насеље се налази на надморској висини од 835 м.